# The Day After (film 1909)
The Day After è un cortometraggio muto del 1909 prodotto e diretto da David W. Griffith. La sceneggiatura è firmata da Mary Pickford.
È il secondo film della carriera di attore di Paul Scardon.

## Trama
Il signore e la signora Hilton, per la loro festa di fine d'anno, si ripromettono di restare sobri tutta la notte. Ma, appena arrivano i primi ospiti, tutti e due, uno all'insaputa dell'altra, dimenticano i buoni propositi e si ubriacano allegramente. La mattina dopo, il signor Hilton, che si sente ancora male, teme di affrontare la moglie. Poi, però, si accorge che pure lei soffre i postumi di una sbornia e, tutti e due, si sentono altrettanto colpevoli.

## Produzione
Il film fu prodotto dalla Biograph Company.

## Distribuzione
Distribuito dalla Biograph, il film - un cortometraggio di 140 metri - uscì in sala negli statunitensi il 30 dicembre 1909. Nelle proiezioni, veniva programmato con il sistema dello split reel, accorpato in un'unica bobina con un altro cortometraggio prodotto dalla Biograph, la commedia Choosing a Husband.
Una copia della pellicola - i cui diritti sono di pubblico dominio - è conservata negli archivi della Biblioteca del Congresso.